# Dellé
Dellé (* 12. März 1970 in Berlin-Lichterfelde), bürgerlich Frank Allessa Dellé, ist ein deutscher Musiker und einer der drei Frontmänner der Band Seeed.

## Leben
Dellés Vater kam aus Ghana nach Berlin und studierte dort Medizin, die Mutter ist Deutsche. Die Familie zog in den Schwarzwald, danach lebte sie in Ghana, wo Dellé seine Grundschulzeit verbrachte. Er wechselte 1982 zum Grotefend-Gymnasium Münden. Im Jahr 1984 gründete er als Sänger und Schlagzeuger seine erste Reggae-Band in Hann. Münden und war ab 1988 Sänger bei den Positive Vibrations aus Trier. Nach seinem Abitur im Jahr 1990 am Max-Planck-Gymnasium in Trier arbeitete er von 1991 bis 1992 bei Radio Andernach, dem Truppenbetreuungssender der Bundeswehr. Diese Tätigkeit konnte er sich als Praktikum anerkennen lassen, um so die Aufnahmebedingungen der HFF Potsdam zu erfüllen. 2001 schloss er sein Studium als Diplom-Filmtoningenieur ab.
Im Jahr 1997 gründete Dellé mit Pierre Baigorry und Demba Nabé die Band Seeed, die erst deutschlandweit, dann international bekannt wurde.
Neben seiner Arbeit bei Seeed ist er auch als Gastsänger auf Alben und Samplern zu hören. Zudem engagiert er sich bei den Brothers Keepers. Sein erstes Solo-Album erschien 2009 unter dem Titel Before I Grow Old. Vorab veröffentlichte Dellé bereits die Single Pound Power. Ende Oktober 2014 erschien von Emigrate das neue Lied Eat You Alive aus dem Album Silent so Long. Dellé wirkte im Lied selbst sowie im Musikvideo dazu mit.
Dellé wirkte in mehreren Filmproduktionen mit, so zum Beispiel im Film Propaganda (1999, Regie Sinan Çetin) als Filmtonmeister, bei Das Leben ist eine Baustelle (1997, Regie Wolfgang Becker) als Stereoassistent sowie bei Männerpension (1996, Regie Detlev Buck) als Tonassistent. In letztgenannter Produktion hatte er sogar einen kurzen Auftritt als Statist im Gefangenenchor am Ende des Films.
Am 20. August 2014 kündete Dellé an, dass Seeed 2015 vorerst keine Konzerte mehr in Deutschland spielen werde und gab gleichzeitig bekannt, an seinem zweiten Soloalbum zu arbeiten. Am 24. Juli 2016 veröffentlichte er sein zweites Soloalbum NEO, welches er live mit seiner neunköpfigen Band um Guido Craveiro auf dem Summerjam 2016 in Köln präsentierte. Es folgt im November 2016 die „Road To Neo Tour“.
Im März 2016 tourt Dellé mit seiner Band Seeed durch Lateinamerika. In Argentinien dreht er mit dem Regisseur Justin Izumi die Videos zu seinen beiden Singles Tic Toc feat. Gentleman und Marry me.
Im Jahr 2017 präsentiert Dellé seine Musik auf mehreren Festivals u. a. SXSW Festival in Austin, Texas, Cruilla Festival in Barcelona, Africa Festival in Würzburg und One Love Sound in Polen.
Im September 2017 gab Dellé ein Konzert mit seinen Songs in Orchesterfassung zusammen mit dem Deutschen Filmorchester Babelsberg unter der Leitung von Komponist und Dirigent Bernd Wefelmeyer im Nikolaisaal in Potsdam. Wefelmeyer war während der Studienzeit Dellés an der Filmuniversität Potsdam (ehem. HFF) sein Professor für Gehörbildung. Im April 2018 nahm Dellé im Studio Babelsberg mit dem Orchester Babelsberg Musik für sein geplantes Classic Album auf.
Er veröffentlichte 2023 mit dem Produzententeam Jugglerz die Lieder Bunter Asphalt und Polaroid.
Dellé ist verheiratet und hat zwei Kinder. Er lebt in Berlin.

## Solo-Diskografie

### Alben
- 2009: Before I Grow Old (Warner Music)
- 2016: NEO (Virgin Records)

### Singles
- 2009: Pound Power (mit der B-Seite Cry Out)
- 2009: Power of Love
- 2010: Cry Out WM – 2010
- 2015: Light Your Fire
- 2016: Tic Toc feat. Gentleman
- 2016: Marry me
- 2017: God Damn Lucky
- 2023: Bunter Asphalt
- 2023: Polaroid
- 2024: Verloren

### Sonstige
- 2002: A Life For Da Sweet Ting (auf Bootsy Collins Album Play with Bootsy – A Tribute to the Funk)
- 2005: Will We Ever Know (mit Gentleman, Patrice, Nosliw, Don Abi, D-Flame und Adé Bantu auf der gleichnamigen Single von Brothers Keepers)
- 2007: Cool Vibe (auf dem Album Tough Enough der Far East Band)
- 2008: Get Up! (unter anderem mit Nosliw, Jahcoustix, Johnny Strange von Culcha Candela, Conscious Fiyah von Headcornerstone und Klear Kut auf dem Sampler Rhymes 4 Creation von Johnny Strange)
- 2008: Roxanne (Dubxanne) (auf dem Sampler Police in Dub von Dubxanne)
- 2009: Sick With It (auf dem Album Moderat von Moderat)
- 2009: Fly Away (auf Before I Grow Old)
- 2010: Under My Spell (auf myspace.com)
- 2014: Eat You Alive (gemeinsam mit Emigrate)
- 2018: Nah Sell My Soul (mit Chaski Ayvar Waltz; Teil von Dein Song)